# Amiga Format
 (janvier 2024).
Si vous disposez d'ouvrages ou d'articles de référence ou si vous connaissez des sites web de qualité traitant du thème abordé ici, merci de compléter l'article en donnant les références utiles à sa vérifiabilité et en les liant à la section « Notes et références ».
Amiga Format était un magazine britannique spécialisé dans les micro-ordinateurs de marque Amiga. Il était édité par Future Publishing à partir de 1989. 
En 1991, le magazine se vendait à 135 000 exemplaires par mois. 

## Historique
Amiga Format peut être considéré comme le magazine « mère » ou « grande sœur » d’Amiga Power. Alors que Amiga Power était strictement réservé aux jeux, Amiga Format couvrait tous les aspects des ordinateurs Amiga, à la fois matériels et logiciels, à la fois les applications et les jeux. Un autre spin-off était Amiga Shopper, qui traitait uniquement du côté matériel et logiciel « sérieux » de la scène Amiga.
Le magazine était publié sur une base mensuelle et proposait divers tutoriels en plusieurs numéros sur différents logiciels d’application, tels que la programmation C ou le rendu graphique LightWave. Le dernier tutoriel a été écourté au milieu à cause de l’annulation du magazine.
Amiga Format a été le pionnier du concept de mettre un logiciel d’application complet sur un disque de couverture de magazine en réponse à un moratoire sur les titres de jeux complets montés sur couverture.
Amiga Format était l’avant-dernier magazine imprimé régulièrement publié sur l’Amiga au Royaume-Uni. Le dernier était Amiga Active, qui a duré 26 numéros à partir d’octobre 1999, bien que Amiga Format ait été le seul magazine de ce type après la fermeture de CU Amiga Magazineen octobre 1998 jusqu’au lancement d’Amiga Active.
Le magazine Amiga Addict, lancée en 2020 par Jonah Naylor, se place dans la lignée des magazines spécialisés dans le jeu vidéo de l'époque, et notamment d'Amiga Format. Naylor revendique en effet l'importance du magazine dans son parcours.